# مهنته الجديدة (فلم 1914)
مهنته الجديدة (بالإنجليزية: His New Profession)، يعرف أيضا بأسم (تشارلي ممرض)، وهو فيلم كوميدي أمريكي صامت من عام 1914 بطولة تشارلي تشابلن تم إنتاجه في استوديوهات كيستون.

## القصة
يستأجر رجل شخصًا متشردًا ليقود عمه المريض على كرسي متحرك في حديقة على شاطئ البحر لفترة من الوقت. وعلى الرغم من أنه يبدأ وظيفته الجديدة بحماس، إلا أن المتشرد سرعان ما يعتقد أنه يجب أن يكسب أموالاً إضافية لجهوده في الإنفاق في حانة قريبة. وبناءً على ذلك، يأخذ لافتة متسول وعلبة ويضعهما على الكرسي المتحرك للرجل الذي يعتني به. وبمجرد أن يضع شخص ما المال في العلبة، يأخذ المتشرد المال وينفقه في الحانة. وينتهي الفيلم بفوضى تشمل المتشرد وفتاة جميلة والمتسول واثنين من رجال شرطة الحديقة والرجل العجوز وابن أخ الرجل العجوز.

## طاقم التمثيل
- تشارلي تشابلن - تشارلي
- تشارلي تشيس - ابن الأخ
- سيسيل أرنولد - الفتاة مع البض
- هاري مكوي - شرطي
- روسكو آرباكل - النادل
- هيلين كاروثرز - امرأة (غير معتمد)
- تشارلز موراي - شرب (غير معتمد)
- جيس داندي - العم العاجز

## وصلات خارجية
- مقالات تستعمل روابط فنية بلا صلة مع ويكي بيانات
- His New Profession على يوتيوب
- مهنته الجديدة متوفر للتحميل المجاني على أرشيف الإنترنت